# Honningsvågs kyrka
Honningsvågs kyrka (Norska:Honningsvåg kirke)  är en långkyrka i Honningsvåg i Nordkapps kommun i Finnmark fylke, Norge. Kyrkan är en av få byggnader som inte förstördes eller brann ner under andra världskriget. Efter kriget var kyrkan ett tillfälligt hem för befolkningen i Honningsvåg medan man återuppbyggde de resterande byggnaderna i staden. Kyrkan byggdes år 1885 och har plats för 220 besökare. Kyrkan designades av arkitekt  Jacob Wilhelm Nordan.